# Суздаль

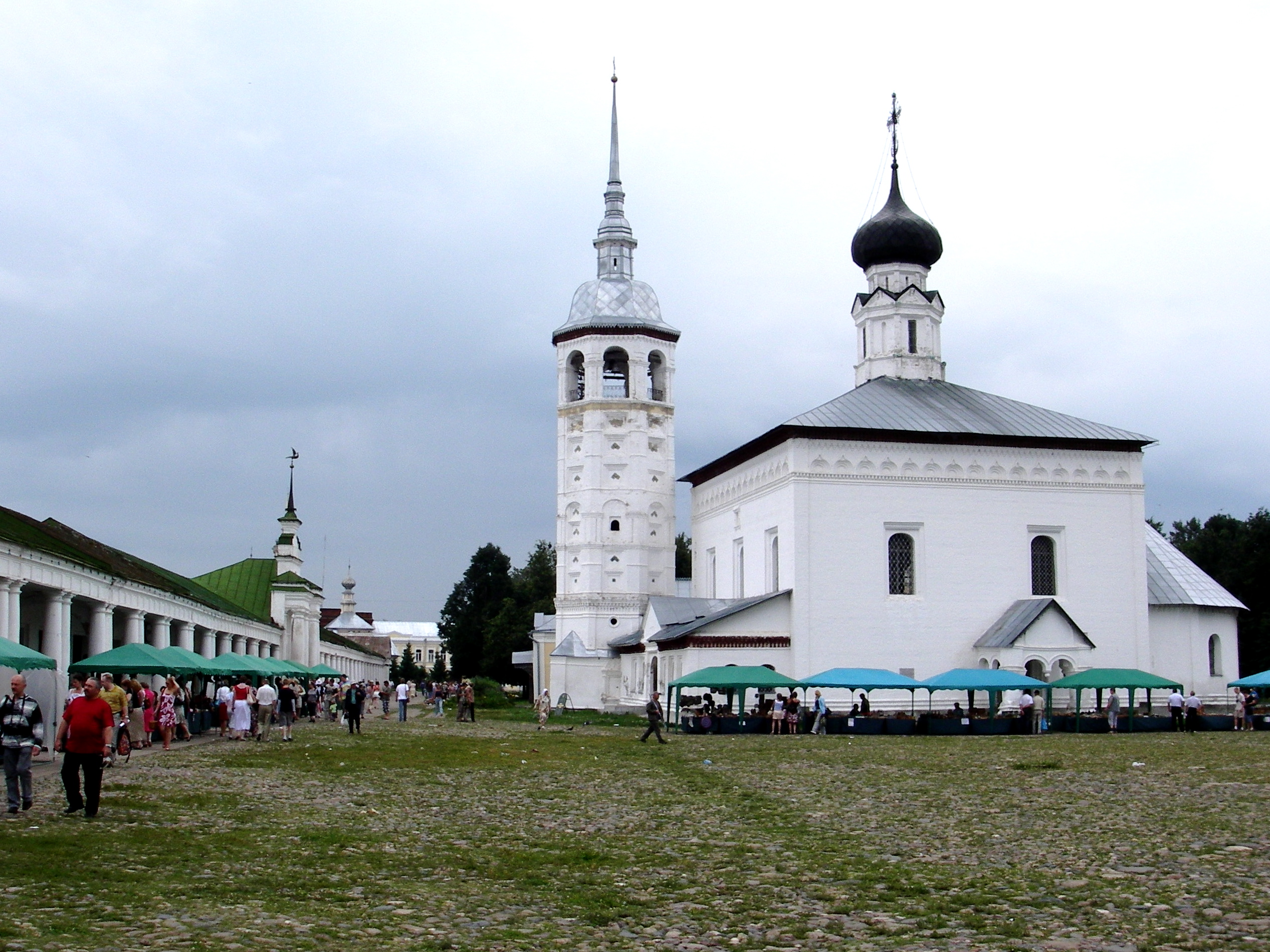
Воскресенская церковь и торговые ряды

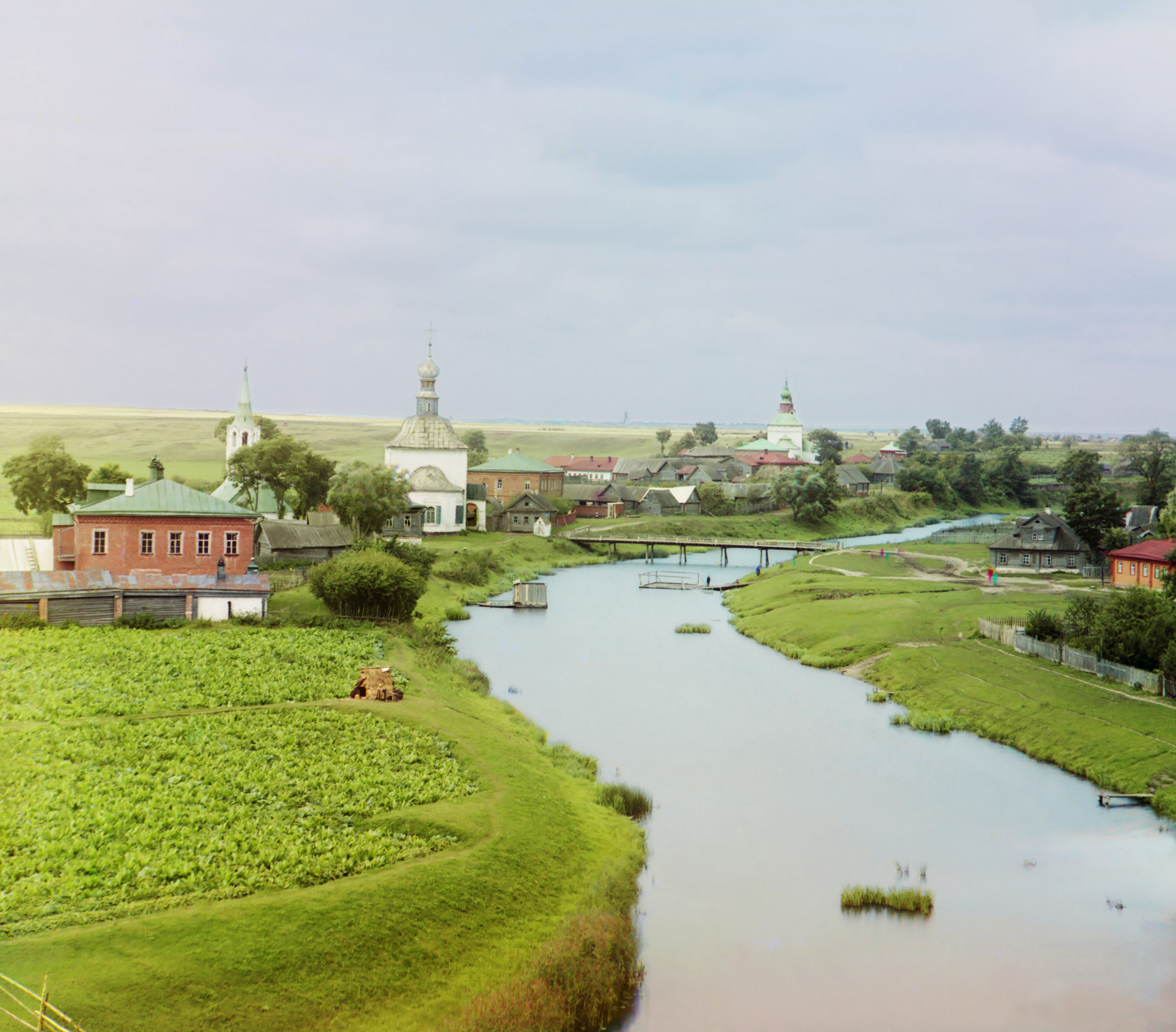
Вид на Суздаль с реки Каменки; фото Прокудина-Горского, начало XX века

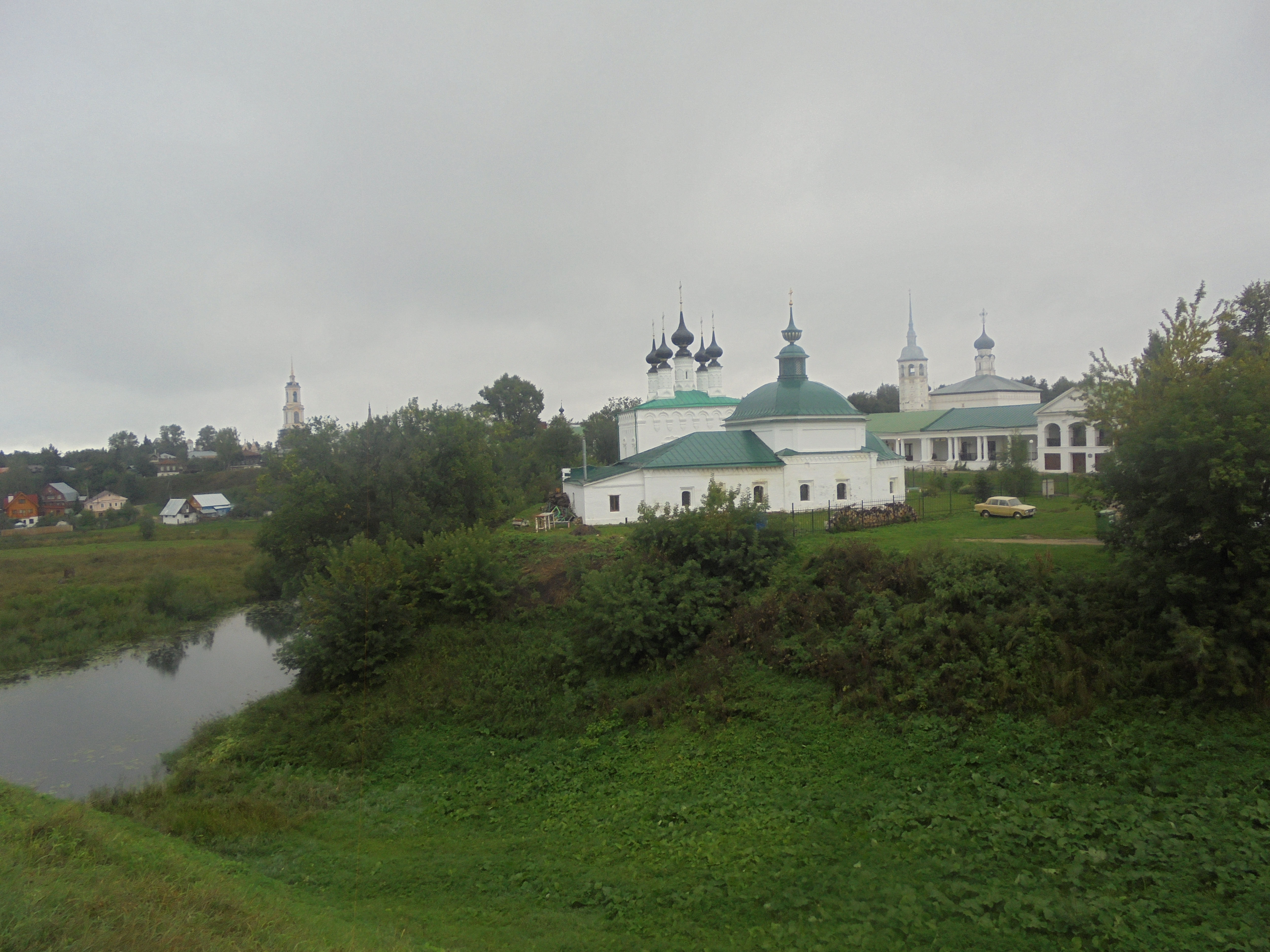
Вид на Суздаль с крепостных валов

Су́здаль — город-заповедник во Владимирской области России, административный центр Суздальского района. Основан не позднее конца X века (первое упоминание в 999 или 1024 году).
Образует муниципальное образование город Суздаль со статусом городского поселения как единственный населённый пункт в его составе. Население — 9286 человек (2021).
Расположен на реке Каменке, притоке Нерли, в 26 км к северу от Владимира. Входит в Золотое кольцо России.

## Название
В Повести временных лет упоминается под 1024 годом в форме «Суждаль»:
Въсташа волсъви в Суждали
В XIX веке Д. Европеус предложил начальный компонент сузда- производить от финского слова «susi» или эстонского «suzi» в значении «волк». А. А. Шахматов в финно-угорском ключе реконструировал название как *susudal, но М. Фасмер его отверг, так как такое слово неизвестно в финском языке.
По мнению О. Н. Трубачёва, название города происходит от старославянского глагола съзьдати, одно из значений которого было «слепить из глины». От него же происходит глагол «создать». В. П. Нерознак считал, что название Суздаль возникло от формы зижду «строю» как существительное, обозначающее результат действия глагола.
Название шесть раз присутствует в скандинавских источниках в формах Сюргисдалар (Syrgisdölum, прядь о Торлейве, в переводе Гуревич — Скорбные Долины), Súðridalaríki (Суздальское княжество, между 1264 и 1265 годами в Саге о Хаконе Хаконарсоне) и Súrdölum (место княжения Андрея Ярославича, там же), Surtsdala в пряди о Хауке Длинные Чулки, Súrdalar («Какие земли лежат в мире») и Súrsdalr (вставка XV века в текст Саги об Одде Стреле списка городов, восходящего к XI веку). Последнее упоминание интересно тем, что показывает, что создатели саг, употребляя название в единственном -dalr или множественном -dalar числе, не делали различия между городом и княжеством, или, по крайней мере, часто ошибались. Вариативность передачи названия Суздаль с помощью скандинавских корней по-видимости отражает попытки передать местный топоним.

## История

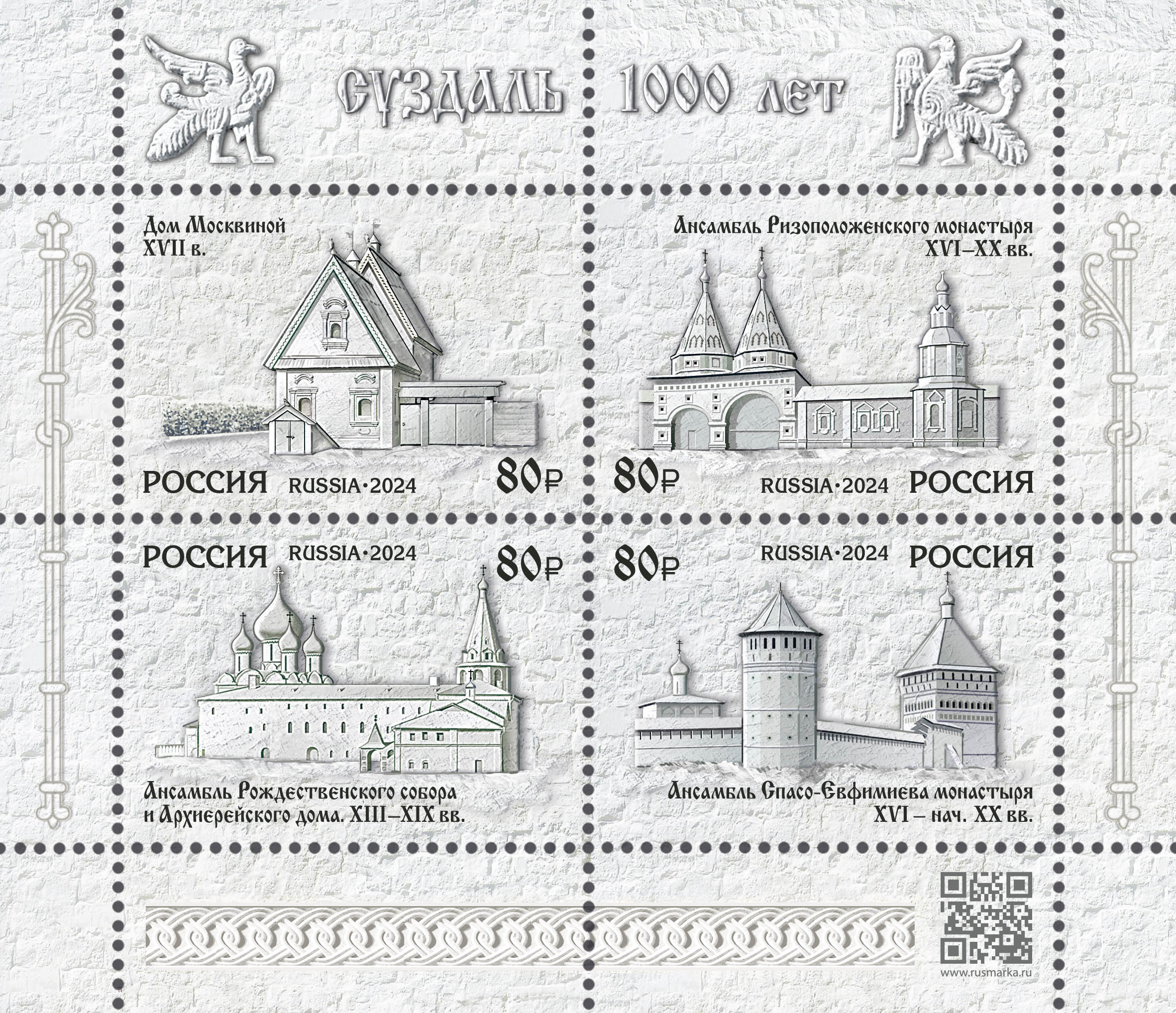
Квартблок России 2024 года к 1000-летию Суздаля с изображением Дома Москвиной, Ризоположенского монастыря, Спасо-Евфимиева монастыря, Рождественского собора и Архиерейского дома

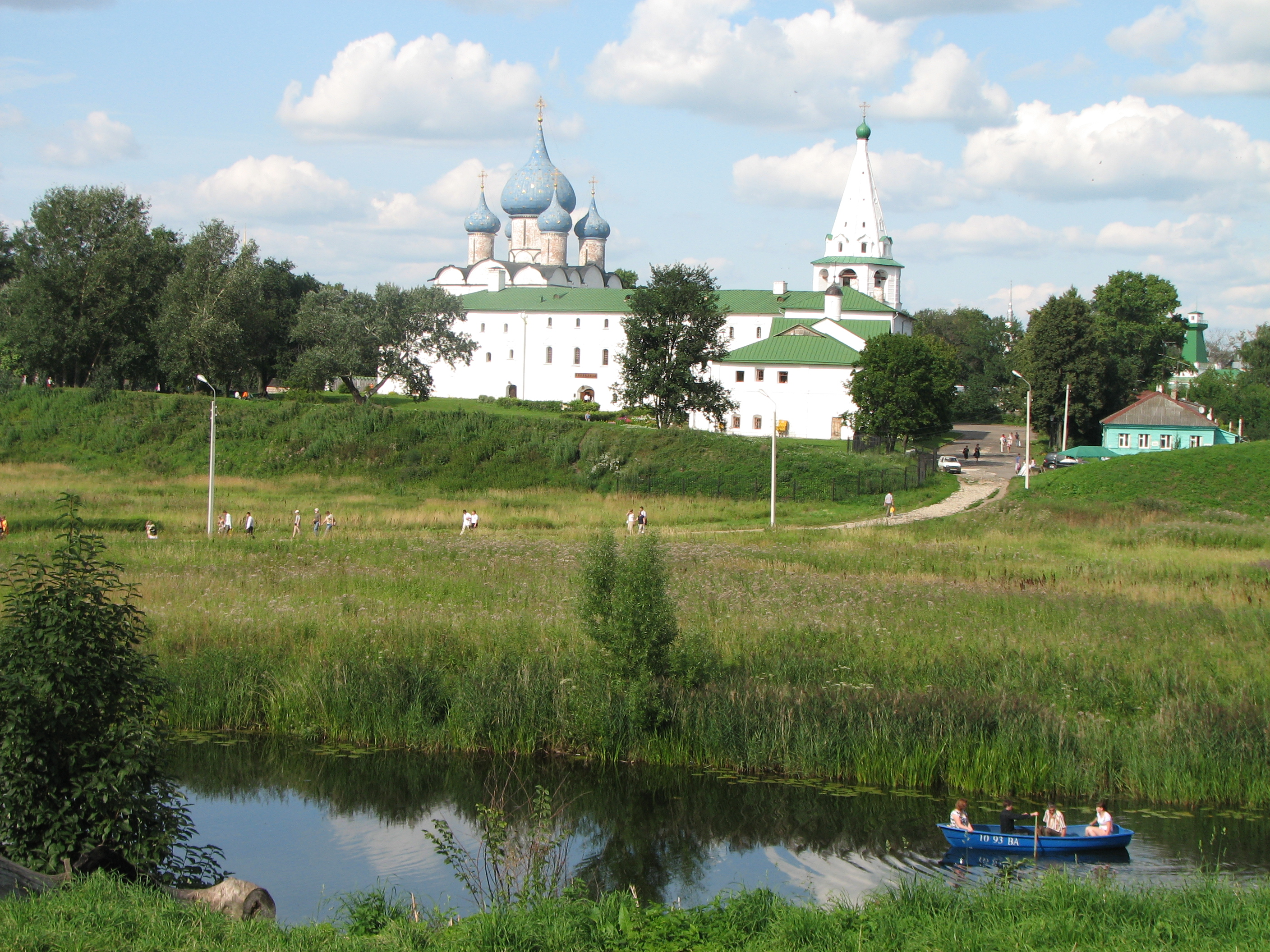
Вид на Рождественский собор с реки Каменки

Согласно археологическим данным, поселение, которое позже стало городом Суздалем, находилось в излучине реки Каменки. В середине — второй половине X века древнейшее славяно-мерянское поселение было мысовым городищем с тремя линиями рвов и валом в северо-западной части кремля площадью около 1,5 га.
Венгерская хроника «Gesta Hungarorum» («Деяния венгров»), созданная в конце XII — начале XIII века, содержит информацию о миграции венгров под руководством вождя Альмоша через Волгу на запад через «землю Руси, называемую Susudal», где этот эпизод помещается под 884 годом.
Один из первых русских историков Василий Татищев писал в «Истории Российской», что в 982 году — по его расчётам — киевский князь Владимир «иде в Поле, и покорил землю Польскую, град Суздаль утвердил». По мнению академика А. А. Зализняка, Суздаль упоминается в древнейшем сохранившемся русском письменном источнике, получившем название Новгородский кодекс. В так называемых «скрытых текстах» говорится, что в 999 году некий монах Исаакий был поставлен попом в Суздале в церкви святого Александра-армянина: «Въ лѣто ҂ѕ҃ф҃з҃ азъ мънихъ исаакии поставленъ попомъ въ сѹжъдали въ цръкъве свѧтаго александра арменина…».
В русской летописи Суздаль впервые упоминается как город, когда говорится о восстании волхвов в 1024 году.
Первый суздальский детинец был срыт не позднее первой четверти XI века, очевидно, после восстания волхвов 1024 года. После этого Ярославом были сооружены более мощные укрепления на городище площадью 14 га. По данным археологических раскопок, в третьей четверти XI века в Суздале среди его обитателей появилась группа дружинников скандинавского происхождения. В это время в Суздале жил знатный варяг, ростовский тысяцкий Георгий Шимонович (сын Шимона Африкановича). Под 1096 годом в летописи упоминается о создании в Суздале на берегу реки Каменки подворья Киево-Печерского монастыря — деревянного Димитриевского монастыря. В 1096 году князь Мстислав Владимирович, сидя в Суздале, «распусти дружину по сёлам». По-видимому, этими сёлами являлись селища с расположенными вблизи них курганными могильниками — Кидекша, Новосёлки, Васильки, Весь, Гнездилово. В 1097 году Мстислав разбил близ Суздаля Олега Святославича. В 1107 году волжские булгары осадили Суздаль, но были отбиты. 
Суздалец Ходута (Ходутинич) упоминается в новгородской свинцовой грамоте (пластине) № 1 (1100—1120): «От Носка к Местяте. Заозерского отрока в прошлом году купили. Суздалец Ходутинич пусть возьмёт две гривны в качестве процентов» (перевод). Суздаль упоминается в берестяной грамоте № 675 (1140 — начало 1160-х годов): «От (…) к Миляте. Брат Милята! В Киеве Бог был свидетель между нами: из твоих фофудий девять выговорил я себе. Таким образом, в Луках гривен шесть… Ты утверждаешь, что пришёл в Суздаль, раздав в долг…» (перевод).
При князе Юрии Долгоруком (начало XII века) Суздаль стал центром Ростово-Суздальского княжества, заметно расширился и был обнесён второй линией обороны — окольным городом. В 1157 году князь Андрей Боголюбский перенёс столицу из Суздаля во Владимир. На средневековой усадьбе на территории Окольного города в слое древесного угля и золы со скоплениями горелого зерна найдена подвеска-колт XII — начала XIII века.
В 1238 году Суздаль был сожжён и разорён войском Батыя, а в 1293 году — Дюденевой ратью. С середины XIII века Суздаль — столица самостоятельного Суздальского княжества. После образования Нижегородско-Суздальского княжества княжеская резиденция перешла в Нижний Новгород. В 1392 году Суздаль вошёл в состав Великого княжества Московского.
В 1445 году под стенами Спасо-Евфимиева монастыря состоялась не очень масштабная по количеству войск, но имевшая большие последствия битва под Суздалем, в результате которой татарами был захвачен в плен великий князь московский Василий II. Суздаль был разграблен и сожжён. При пожаре обвалились своды Богородице-Рождественского собора, который был восстановлен лишь в 1530 году.
Старинная Стромынская дорога соединяла Суздаль с Владимиром и Москвой. В 1565 году Суздаль попал в число опричных городов, а после уничтожения опричнины стал «царскою отчиною». С XVI века в Суздале вели строительство монастырей, расширяли старые, возводили новые. Суздаль стал одним из крупнейших центров русского монашества. Из 11 монастырей грозненского времени к началу XIX века сохранилось пять монастырских комплексов.
Первая половина XVII века, как и в других областях России, ознаменовалась в Суздале хозяйственным упадком и сокращением населения. В Смутное время суздальцы изменили Василию Шуйскому и передали свой город тушинцам и Александру Лисовскому, который укрепил его и продержался в нём около восьми месяцев, несмотря на неоднократные попытки со стороны московского войска прогнать его оттуда. В 1608—1610 годах польско-литовские захватчики причинили городу страшный ущерб, так что на его посаде уцелело всего 78 дворов. В 1611 году поляки на протяжении шести месяцев осаждали Суздаль, но безуспешно. В 1615 году на город вновь нападал Лисовский, а в 1618 году — запорожские казаки гетмана Сагайдачного. В 1634 году на Суздаль совершили грабительский налёт крымские татары. В 1644 году пожар испепелил смежную с кремлём часть посада. Эпидемия чумы 1654—1655 годов унесла почти половину населения города, достигавшего тогда всего 2467 человек.
В середине XVII века начался новый период экономического подъёма. В 1681 году в Суздале насчитывалось 6145 жителей и 515 дворов, с которых на жалованье для московских стрельцов собирали 669 рублей 16 алтын и 4 деньги. С начала XVIII века Суздаль был центром и негласной столицей странствующих торговцев «офеней», поэтому жители других областей России называли офеней словом «суздала́», что означало «суздальские».

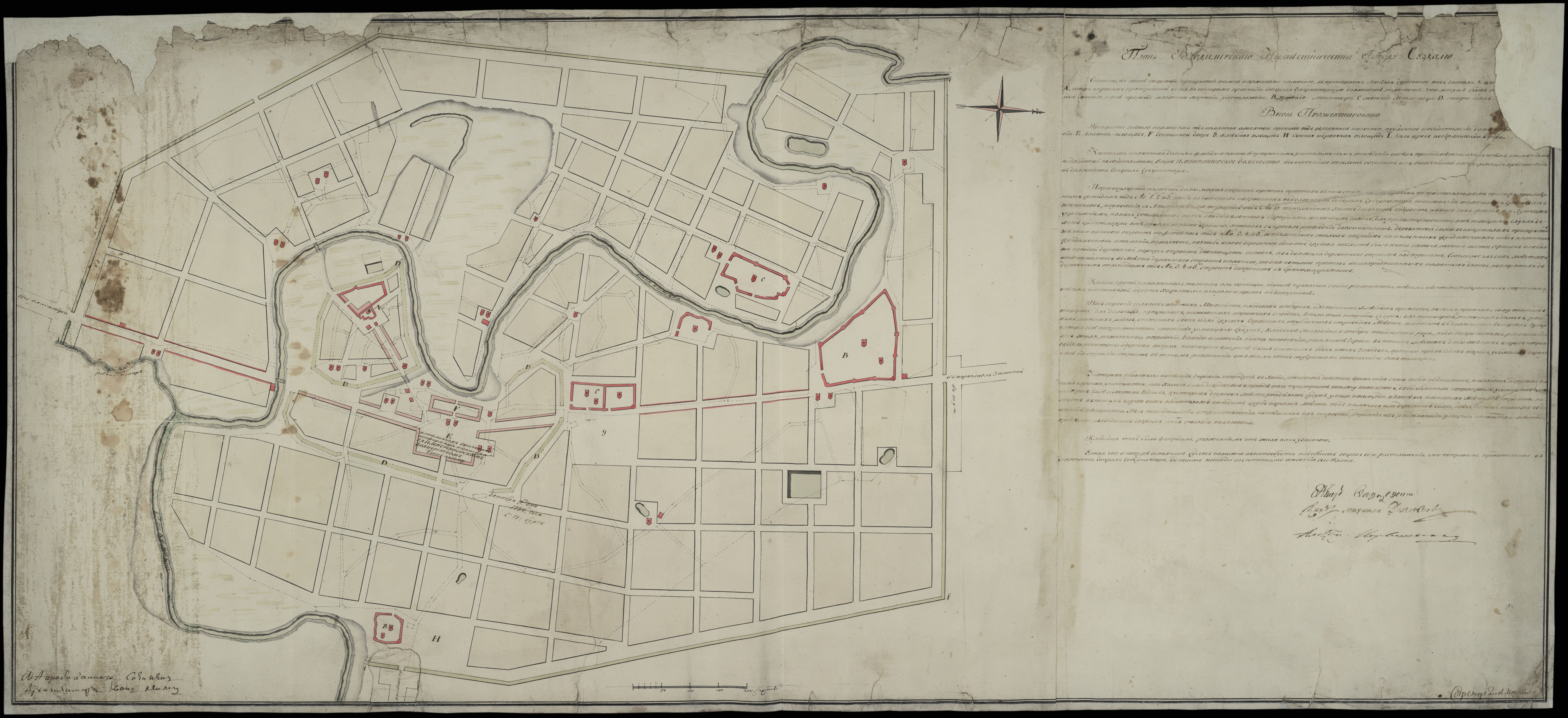
План города Суздаля, 1788

В 1708 году город был приписан к Московской губернии в качестве центра Суздальской провинции (в составе губернии были также Переславль-Рязанская, Костромская, Юрьево-Польская, Владимирская, Переслав-Залесская, Тульская, Калужская провинции). В 1778 году город стал уездным городом Суздальского уезда Владимирского наместничества, в 1796 году — уездным городом Владимирской губернии.
Во второй половине XIX века Суздаль считался глухим провинциальным городом без какой-либо промышленности. Отчасти это связано с тем, что Суздаль оказался в стороне от железной дороги. Такое положение позволило сохранить старинные постройки, и в первую очередь храмы, от неуклюжих поновлений и перестроек. За годы советской власти в Суздале снесли около 15 церквей.
В 1967 году был принят генеральный план развития Суздаля, согласно которому он стал городом-музеем. Из города вывели исправительные учреждения. На окраине города, в Коровниках был построен главный туристический комплекс, развёрнуты музейные экспозиции. Проводили работы по реставрации памятников и благоустройству города. В 1965 году московский журналист Юрий Бычков, находясь по служебным делам в Суздале, придумал кольцевой туристический маршрут, ныне известный как Золотое кольцо России.
Суздаль награждён орденом «Знак Почёта» за сохранение культурного наследия и развитие туризма (1974). В 1982 году Международная федерация журналистов и писателей, пишущих о туризме, вручила Суздалю приз «Золотое яблоко» за заслуги в развитии международного туризма. В 1992 году ЮНЕСКО включила белокаменные памятники Суздаля в список объектов Всемирного наследия.
В 2004 году законом Владимирской области городу Суздалю присвоен статус городского поселения. Через четыре года город Суздаль преобразован из города областного подчинения в город районного подчинения Суздальского района.

## Население
| 1784    | 1856    | 1859    | 1870    | 1897    | 1913    | 1920    | 1923    | 1926    |
| ------- | ------- | ------- | ------- | ------- | ------- | ------- | ------- | ------- |
| 2962    | ↗6100   | ↗6145   | ↗7047   | ↘6412   | ↗7700   | ↘4357   | ↗7092   | ↘6642   |
| 1939    | 1959    | 1970    | 1979    | 1989    | 1992    | 1996    | 2000    | 2001    |
| ↘6567   | ↗9012   | ↗10 179 | ↗11 529 | ↗12 063 | ↗12 100 | →12 100 | ↘12 000 | ↘11 900 |
| 2002    | 2003    | 2005    | 2006    | 2009    | 2010    | 2011    | 2012    | 2013    |
| ↘11 357 | ↗11 400 | ↘11 200 | →11 200 | ↘10 965 | ↘10 535 | ↗10 553 | ↘10 409 | ↘10 240 |
| 2014    | 2015    | 2016    | 2017    | 2018    | 2019    | 2020    | 2021    |         |
| ↘10 061 | ↘9978   | ↘9865   | ↘9749   | ↘9618   | ↘9428   | ↗9606   | ↘9286   |         |

На 1 января 2025 года по численности населения город находился на 951-м месте из 1124 городов Российской Федерации.
Национальный состав
По итогам переписи населения 2020 года проживали следующие национальности (национальности менее 0,1 % и другое, см. в сноске к строке «Другие»):
| Национальность | Численность, чел. | Доля     |
| -------------- | ----------------- | -------- |
| Русские        | 8506              | 91,60 %  |
| Украинцы       | 34                | 0,37 %   |
| Грузины        | 22                | 0,24 %   |
| Таджики        | 16                | 0,17 %   |
| Армяне         | 12                | 0,13 %   |
| Азербайджанцы  | 12                | 0,13 %   |
| Другие         | 684               | 7,36 %   |
| Итого          | 9286              | 100,00 % |

## Экономика
Основу экономической активности в городе составляют отрасли, ориентированные на приём и обслуживание туристов: гостиничный бизнес, общественное питание и т. п.
В 2000-х годах в результате реорганизации суздальская швейная фабрика, цех производства сувениров из бересты, глиняных и керамических изделий объединились в одно предприятие — «Цех сувениров города Суздаль».
В городе работает Суздальский молочный завод. В 1980 году производство было перенесено из центра города в промзону. С 1993 года предприятие называлось ОАО «Суздальский молочный завод». В 2002 году оно вошло в холдинговую компанию «Ополье», которая с 2011 года входит в холдинг «Вимм-Билль-Данн». С 2015 года — ООО «Суздальский молочный завод».
В городе работает завод по производству медовухи — ЗАО «Суздальский медоваренный завод».
Также на территории города расположены промышленные предприятия: ООО «Суздальская швейная фабрика», ОАО «Суздальская кондитерская фабрика», мебельная фабрика ОАО «Интерьер», ООО «Обувьполимер», ООО «Дымов Керамика», мануфактура.
В 2007 году на базе деревообрабатывающего производства открылась фабрика «Владимиро-суздальские узоры» в Суздале. Первоначально размещалась во Владимире (с 1971 года — Владимирская опытно-экспериментальная фабрика художественных изделий; позднее — фабрика «Владимирские узоры»).
Жители активно развивают подсобное хозяйство.

## Культура

### Фестивали и праздники
- День города проводится каждую вторую субботу августа и включает в себя костюмированное шествие, концерты, мастер-классы и др. и завершается праздничным салютом.
- C 2002 года в Суздальском туристическом комплексе ежегодно проводится Открытый российский фестиваль анимационного кино, являющийся главным смотром российской мультипликации.
- Каждый год во вторую субботу июля в Суздале проводят Праздник огурца. Место проведения — Музей деревянного зодчества.
- С 2010 года проводится ежегодный фестиваль русской бани.
- Каждое лето в городе работает Международная творческая школа «Новые имена».
- С 2015 года в третьи выходные июля проводится трейлраннинговый забег «GRUT».
- В октябре ежегодно проводятся краеведческие чтения «Суздаль в истории России», по итогам которых издаётся сборник докладов участников.
- С 2008 года проводится ежегодный «SUZDAL BLUES-BIKE FESTIVAL».
- В 2024 году в честь юбилея — 1000-летия города — 23—24 августа пройдёт международный фестиваль фейерверков, обычно проходящий в Москве[61]

## Наука и образование
В Суздале действуют:
- Суздальский филиал Санкт-Петербургского института культуры (создан приказом Министерства культуры Российской Федерации от 23.12.2011 № 1229 в связи с реорганизацией Суздальского художественно-реставрационного училища, основанного в 1979 году, в форме присоединения к Санкт-Петербургскому институту культуры);
- Суздальский индустриально-гуманитарный колледж;
- Владимирский НИИ сельского хозяйства.

## Достопримечательности
- Курганный могильник «Мжарский» («Панки») — некрополь средневекового Суздаля (XI—XII вв.), расположенный на юго-восточной окраине современного города между реками Мжарой и Каменкой[62].
- Пожарная каланча в центре города.

### Архитектурные памятники
Суздаль сохранил большое число архитектурных памятников:

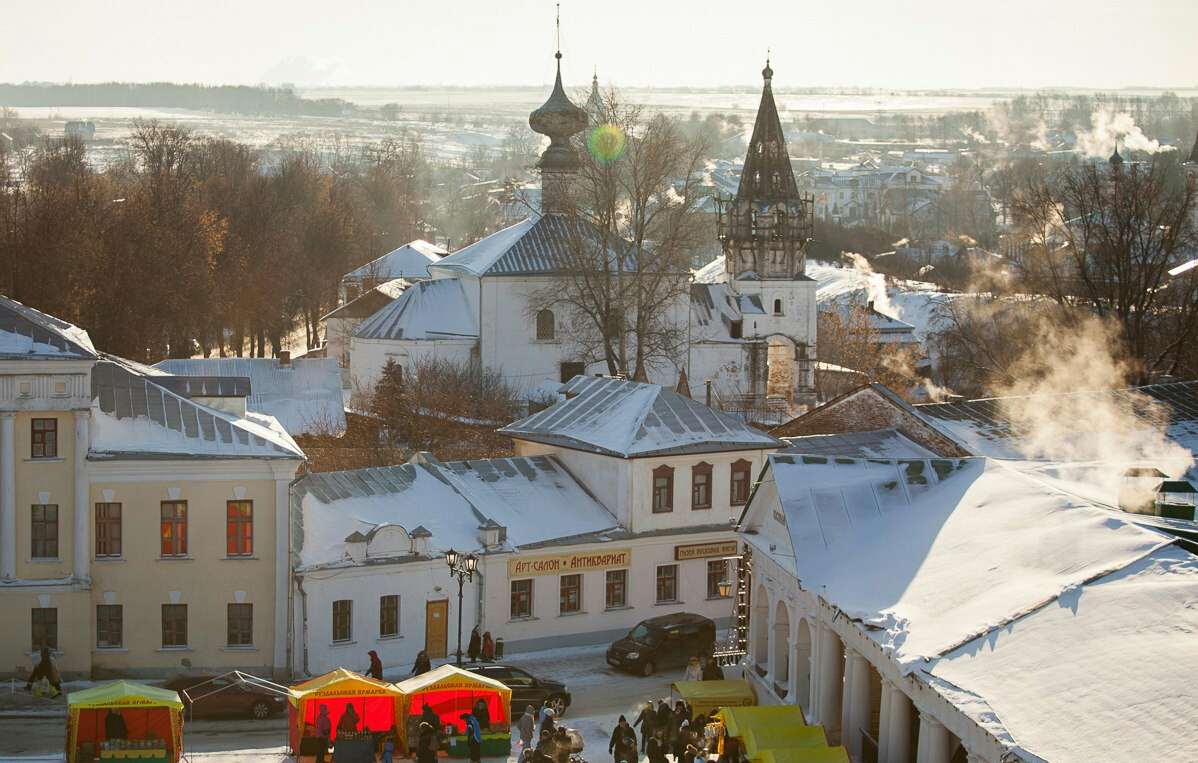
Центр Суздаля

- Суздальский кремль и относящиеся к Кремлю три церкви у крепостных валов:

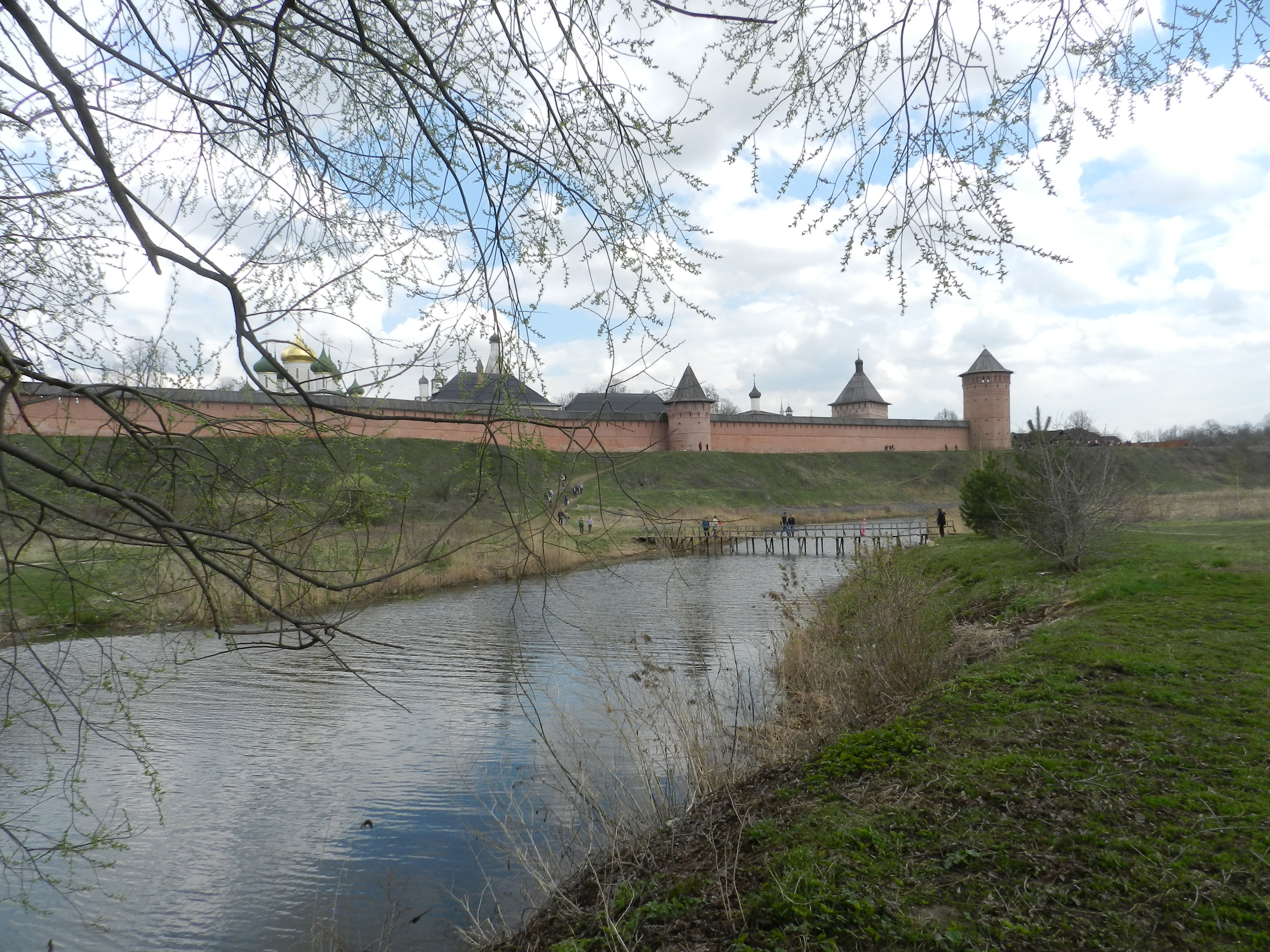
Спасо-Евфимиев монастырь

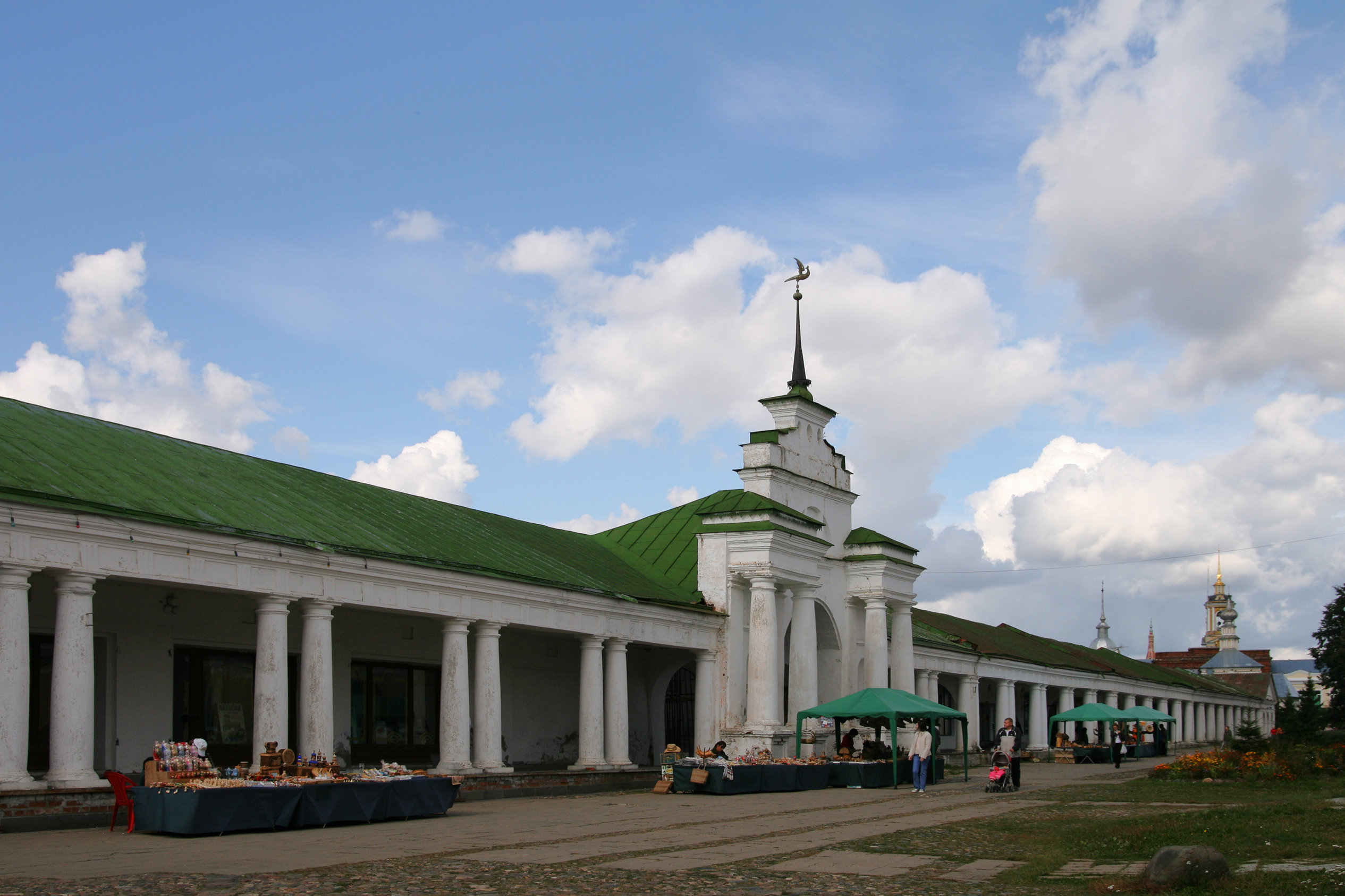
Торговые ряды

  - Успенская (XVII век)
  - Никольская (1720—1739)
  - Рождества Христова (1775)

- Монастырские ансамбли
  - Спасо-Евфимиев монастырь
  - Покровский монастырь
  - Александровский монастырь
  - Ризоположенский монастырь
  - Васильевский монастырь

- Александровский монастырьАнсамбль Торговой площади

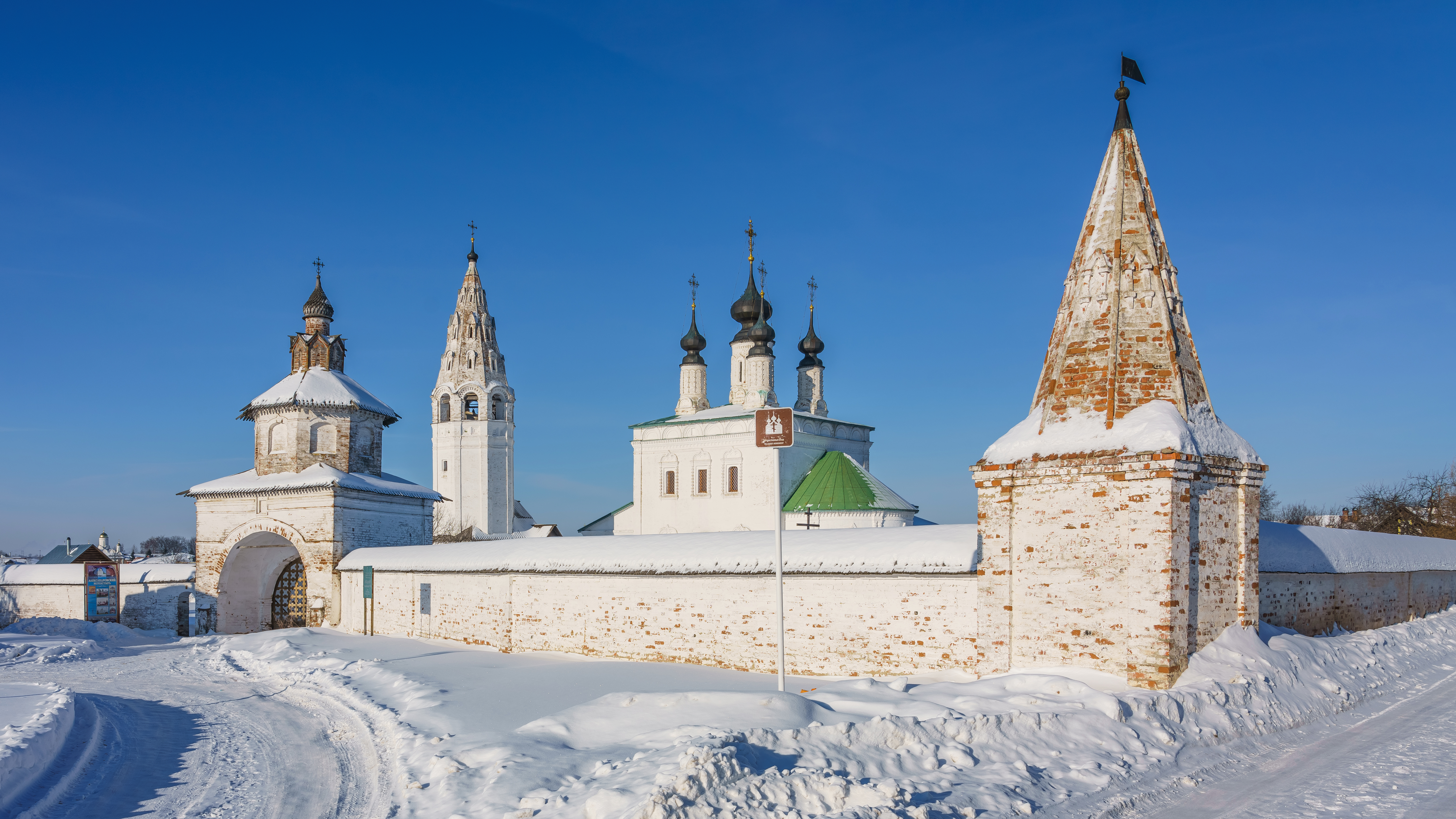
Александровский монастырь

  - Торговые ряды (1806—1811, арх. А.Вершинский)
  - Церковь Воскресения (1732)
  - Церковь Казанской иконы Божьей Матери (1739)
  - Церковь Константина и Елены (Цареконстантиновская) (1707)
  - Церковь иконы Божьей Матери Всех Скорбящих Радость (1750—1787)
  - Церковь Входа Господня в Иерусалим (1702—1707)
  - Церковь Параскевы Пятницы (1772)
- Памятники Посада
  - Церковь Усекновения главы Иоанна Предтечи (1720)
  - Церковь Святого Антипия (1745)
  - Церковь Святого Лазаря (1667)
  - Церковь Кресто-Никольская (1770)
  - Церковь Косьмы и Дамиана на Яруновой горе (1725)

- Памятники Заречной стороны
  - Церковь Знамения на Мжаре (1749)

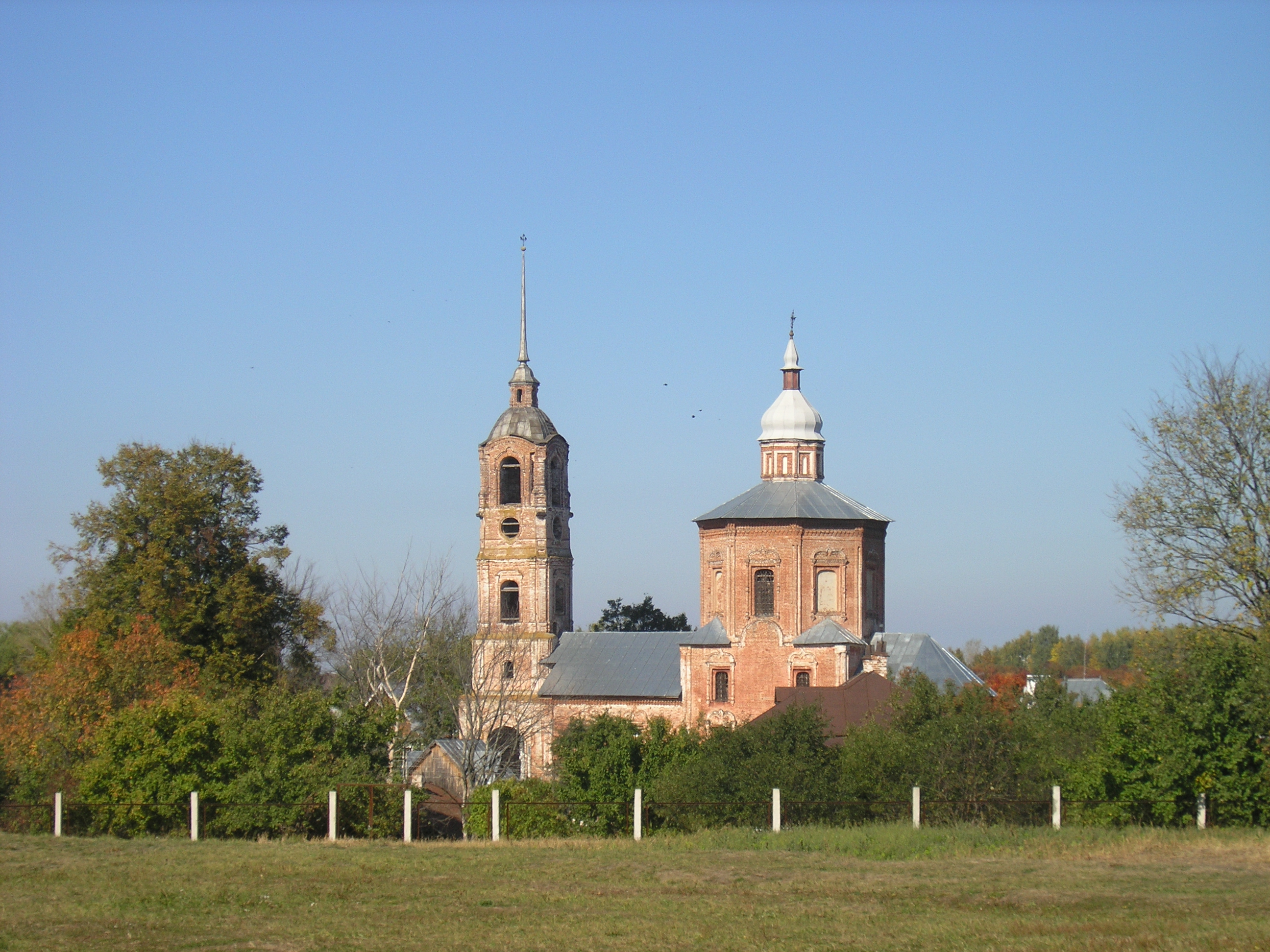
Церковь Бориса и Глеба

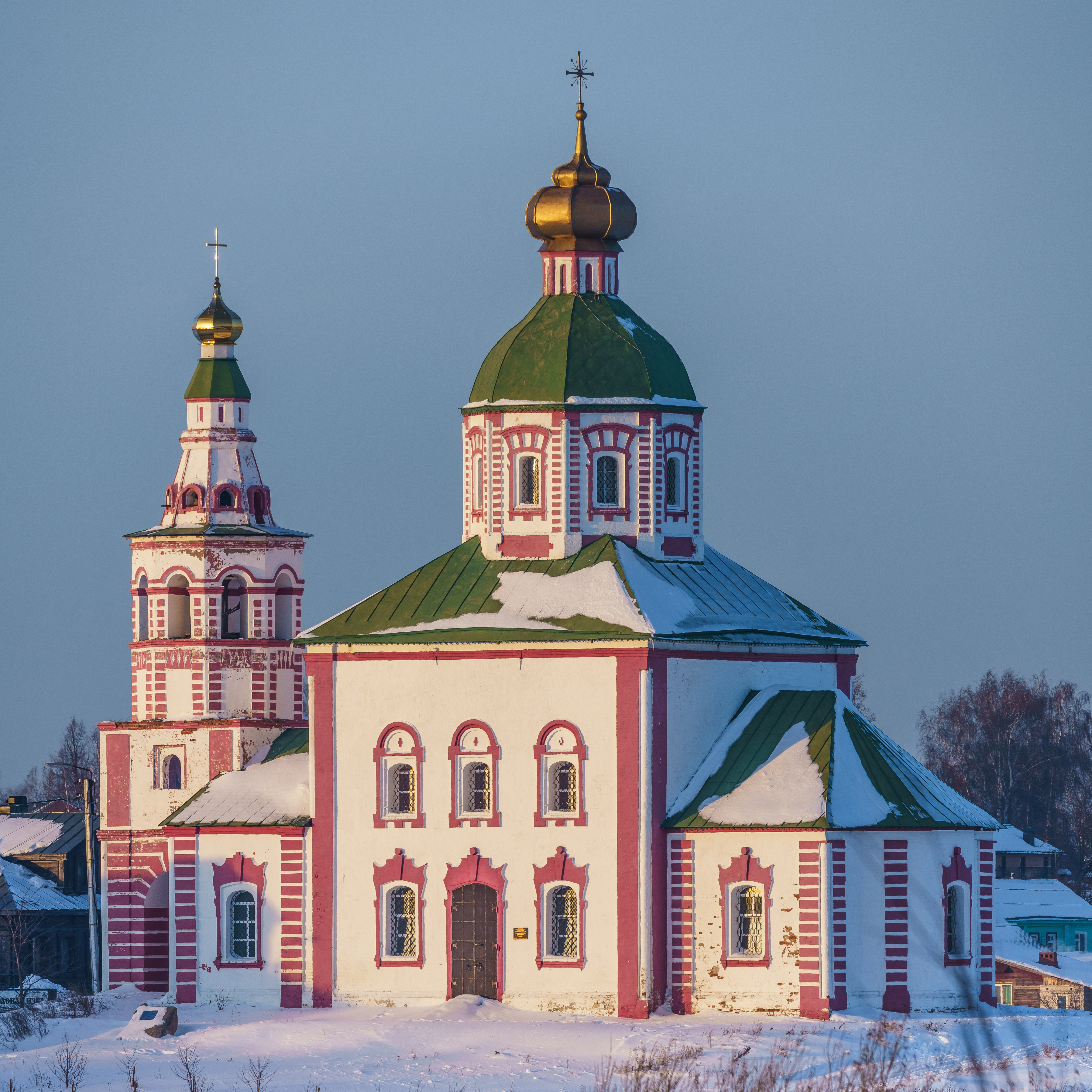
Церковь Ильи Пророка на Ивановой горе

  - Церковь Ризоположения на Мжаре (1777)
  - Церковь Бориса и Глеба на Борисовской стороне (1749 г.)
  - Церковь Ильи Пророка на Ивановой горе (1744 г.)
  - Церковь Богоявления в Кожевенной слободе (1781 г.)
  - Церковь Рождества Иоанна Предтечи в Кожевенной слободе (1739 г.)
  - Церковь Тихвинской иконы Божьей Матери (конец XVII в.)
  - Церковь Святого Николая у Покровского монастыря (1712)
  - Церковь Петра и Павла у Покровского монастыря (1699)
- Памятники слободы Скучилихи
  - Церковь Смоленской иконы Божьей Матери (1696—1707)
  - Церковь Симеона Столпника (1749)
  - Каменный посадский дом (конец XVII в.)
- Памятники близлежащих сёл

  - Крестовоздвиженская церковь в Коровниках (1696 г.)
  - Церковь Косьмы и Дамиана в Коровниках (XVIII век)
  - Церковь Флора и Лавра в Михалях (1803)
  - Церковь Михаила Архангела в Михалях (начало XVIII в.)
  - Церковь Александра Невского в Михалях (начало XX века)
  - Церковь Михаила Архангела в Ивановском (середина XVIII в.)

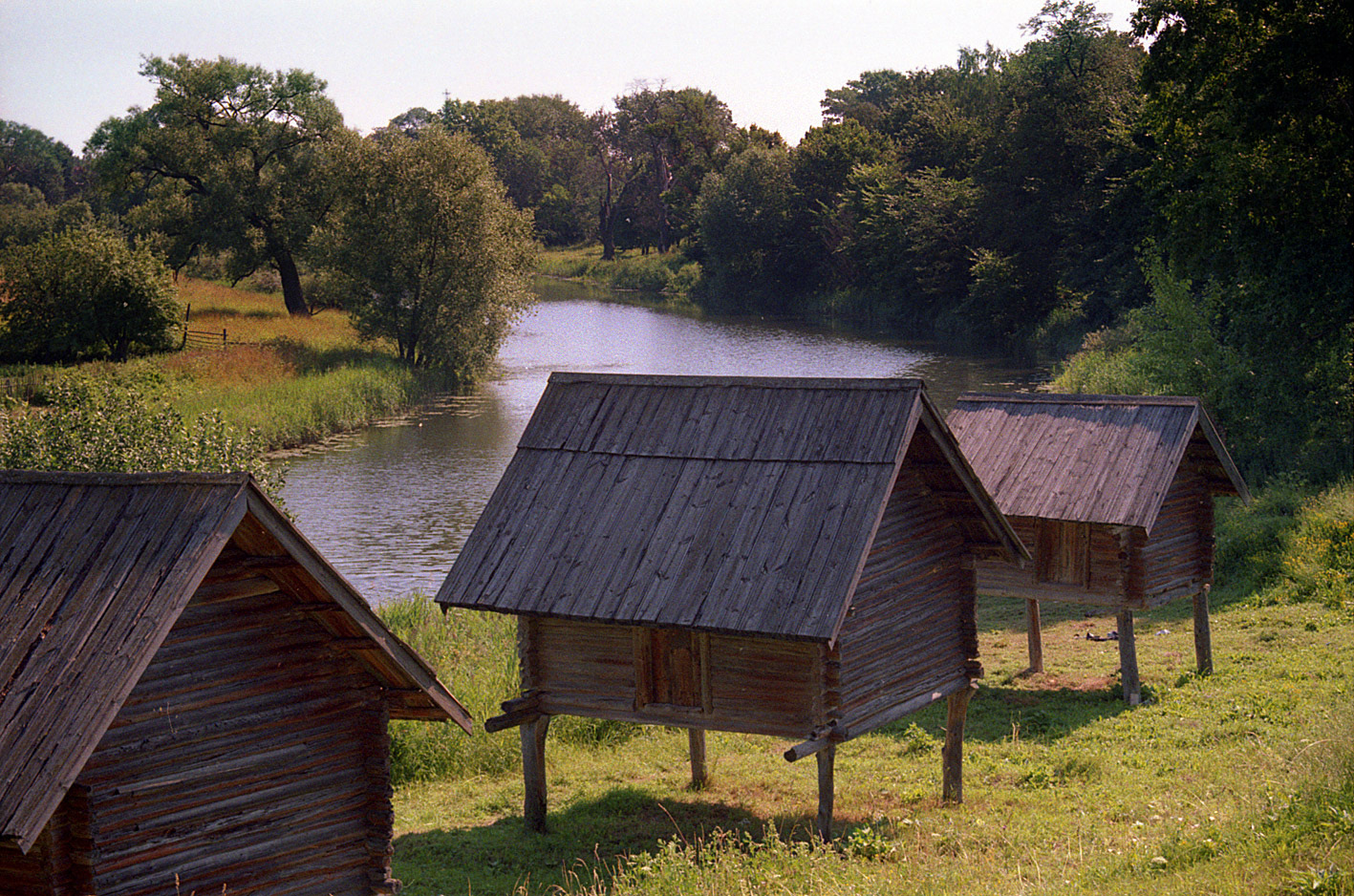
Амбары на сваях XVII в. в музее деревянного зодчества

- Памятники музея деревянного зодчества
  - Преображенская церковь из села Козлятьево Кольчугинского района (1756)
  - Воскресенская церковь из села Патакина Камешковского района (1776)
  - Изба крестьянина-середняка из с. Илькино Меленковского района (XIX в.)
  - Изба из д. Каменево Камешковского района
  - Двухэтажный дом зажиточного крестьянина из д. Лог Вязниковского района
  - Дом с мезонином из села Тынцы Камешковского района (вторая половина XIX в.)
  - Ветряные шатровые мельницы из с. Мошок Судогодского района.(XVIII в.)
  - Амбар-лабаз из села Мошок (XIX в.)
  - Колесный колодец из села Кольцова Селивановского района. (XIX в.)
  - Баня из с. Ново-Александрово Суздальского района (XIX в.)
  - Два овина (XIX в.)

В 4 км от Суздаля расположено село Кидекша, служившее загородной резиденцией Юрия Долгорукого. В селе сохранился памятник домонгольского зодчества — Борисоглебская церковь (ок. 1152 г.).

### Скульптурные памятники
- Бюст Дмитрия Пожарского (1955, скульптор Заир Азгур)
- Памятник Владимиру Ленину (1978, скульптор Александр Тюренков)
- Памятник жителям города, погибшим во время Великой Отечественной войны (1985)
- Памятник подводнику Алексею Лебедеву (2008, скульпторы Андрей Балашов, Игорь Черноглазов)
- Памятник Андрею Тарковскому и его фильму «Андрей Рублёв» (2017, скульптор Мария Тихонова)

Бюст князя Дмитрия Пожарского
Памятник жителям города, погибшим во время Великой Отечественной войны
Памятник В. И. Ленину

### Музеи

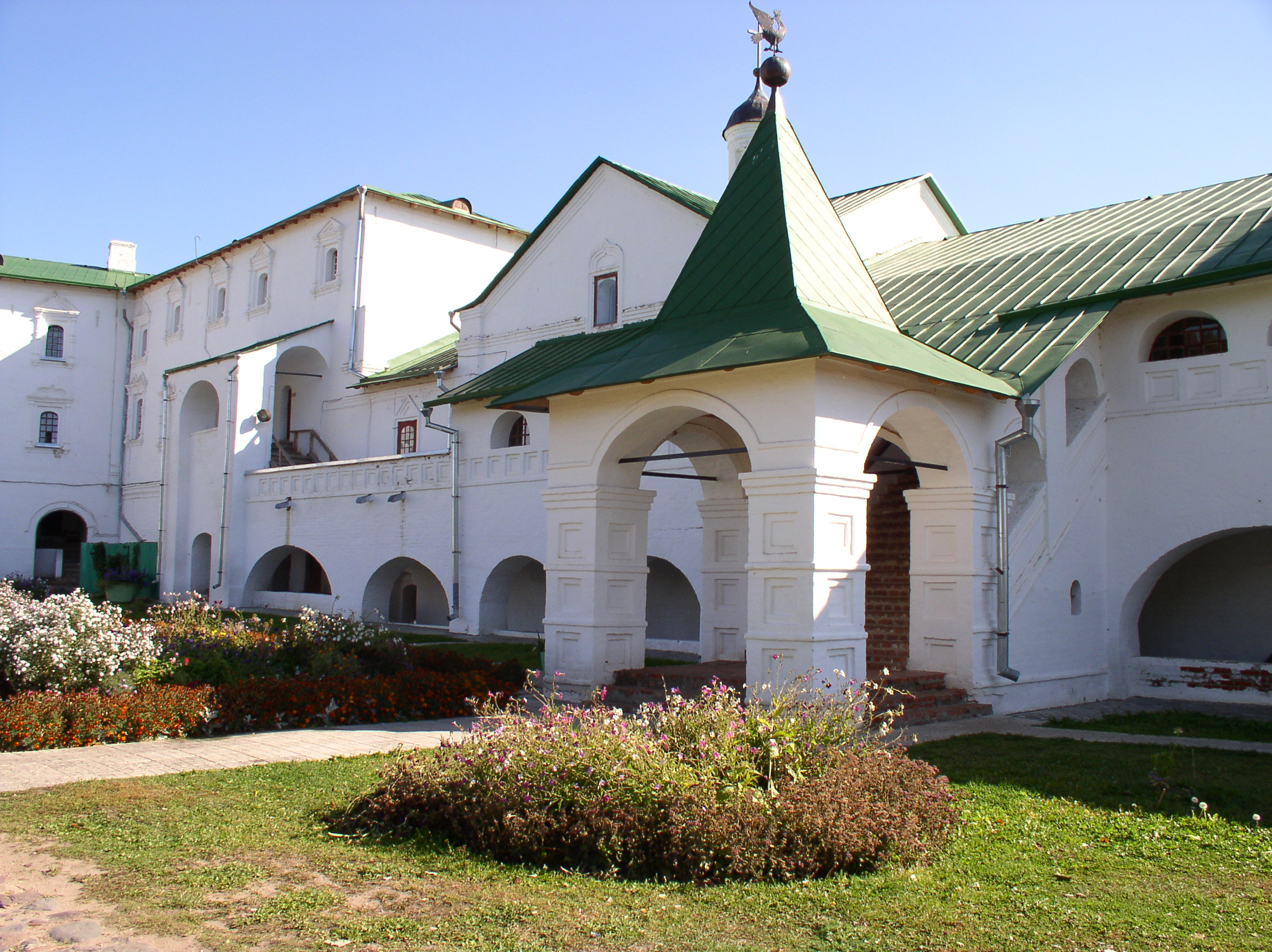
Архиерейские палаты

На территории Суздаля находятся музейные объекты Владимиро-Суздальского музея-заповедника
- Кремль
- Спасо-Евфимиев монастырь
- Музей деревянного зодчества
- Посадский дом
- Приказная изба Покровского монастыря

В Никольской церкви работает иконописная мастерская священника Андрея Давыдова, действует Музей восковых фигур (Кремлевская ул., д. 3), «Нескучный музей» (ул. Ленина, д.62). На территории гостинично-туристического комплекса «Горячие Ключи» расположен Музей живой истории «Щурово городище».
В селе Кидекша (в 4 км от Суздаля) — экспозиция Владимиро-Суздальского музея-заповедника в церкви Бориса и Глеба (ок. 1152 года).
В селе Кистыш (в 13 км от Суздаля) — «Архитектурно-исторический комплекс Генералиссимуса А. В. Суворова»: памятник А. В. Суворову (2020 год), храм святителя Василия Великого (1793 год), музей А. В. Суворова (открытие запланировано на 2024 год).

## Климат
| Показатель                              | Янв.  | Фев.  | Март | Апр. | Май  | Июнь | Июль | Авг. | Сен. | Окт. | Нояб. | Дек.  | Год  |
| --------------------------------------- | ----- | ----- | ---- | ---- | ---- | ---- | ---- | ---- | ---- | ---- | ----- | ----- | ---- |
| Средний суточный максимум, °C           | −7,1  | −5,9  | 0,3  | 10   | 17,8 | 21,7 | 23,7 | 21,7 | 15,3 | 7,5  | −0,1  | −4,9  | 8,3  |
| Средняя температура, °C                 | −10,2 | −9,6  | −3,7 | 5,1  | 12,2 | 16,3 | 18,4 | 16,2 | 10,5 | 4,1  | −2,6  | −7,6  | 4,1  |
| Средний суточный минимум, °C            | −13,8 | −13,7 | −7,8 | 0,3  | 6,2  | 10,5 | 13   | 10,9 | 6,1  | 1    | −5,3  | −10,8 | −0,3 |
| Норма осадков, мм                       | 41    | 26    | 28   | 36   | 51   | 76   | 73   | 65   | 53   | 52   | 46    | 42    | 592  |
| Источник: climate-data.org, MSN Weather |       |       |      |      |      |      |      |      |      |      |       |       |      |

## В кино
Патриархальный Суздаль, практически не затронутый промышленной революцией, — одно из немногих мест, подходящих для съёмок фильмов на исторические сюжеты. Более 60 художественных фильмов были сняты в городе и его окрестностях.
- Женитьба Бальзаминова (1964)
- Метель (1964)
- Царская невеста (1964)
- Андрей Рублёв (1966)
- Душечка (1966)
- Братья Карамазовы (1968)
- Баллада о Беринге и его друзьях (1970)
- Финист — Ясный сокол (1976)
- Мой ласковый и нежный зверь (1978)
- Осенние колокола (1978)
- Тема (1979)
- Юность Петра (1980)
- Россия молодая (1981)
- Чародеи (1982)
- Мёртвые души (1984)
- Борис Годунов (1986)
- Пётр Великий (1986)
- Гулящие люди (1988)
- Эсперанса (1988)
- Царь Иван Грозный (1991)
- Волшебный портрет (1997)
- Классик (1998)
- Сказ про Федота-стрельца (2001)
- Царь (2009)
- Пелагия и белый бульдог (2009)
- Братья Карамазовы (телесериал) (2009)
- Школа (телесериал) (2010)
- Господа-товарищи (2014—2015)
- Годунов (сериал, 2018)

## В топонимах
В честь Суздаля названы улицы в различных городах России и Суздальские озёра в Санкт-Петербурге.

## Города-побратимы
- Ротенбург-об-дер-Таубер (нем. Rothenburg ob der Tauber), Германия
- Эвора (порт. Évora), Португалия
- Клес (итал. Cles), Италия
- Лош (фр. Loches), Франция
- Шанжао (кит. трад. 上饒, упр. 上饶, пиньинь Shàngráo), Китай[66]
- Бардеёв (словац. Bardejov), Словацкая Республика
- Лоуны (чеш. Louny), Чехия
- Ческа-Липа (чеш. Česká Lípa), Чехия[67]